# Susanne Hamilton
Susanne Gunilla Hamilton, under en tid Ljunggren, ogift Zachrisson, född 28 februari 1962 i Täby församling i Stockholms län
, är en svensk företagsledare. Hon är sedan 2007 förlagschef på Bokförlaget Langenskiöld. Hon är även ordförande i Nordiska oberoende förlags förening (NOFF) sedan 2010 har varit ordförande från april 2013 för Svensk Bokkonst.
Tillsammans med Ernst Billgren har Susanne Hamilton skapat Vad är-serien. Vad är-böckerna är enkelt uppbyggda, en fråga ställd av svararen själv, sen ett kort och ett långt svar på den frågan. Vad är-böckernas idé är att ge enkla svar på komplicerade frågor. För tillfället finns "Vad är konst" av Ernst Billgren, ""Vad är litteratur" av Ulrika Kärnborg, "Vad är sex" av Katerina Janouch, "Vad är musik" av Pontus de Wolfe och Salem Al Fakir, "Vad är sanning" av Jonas Hallberg och "Vad är politik" av Carl Hamilton. 
Susanne Hamilton har bakgrund som produktchef inom området medicinteknik. Hon har varit försäljningschef i Norden för implantatbolaget Cresco, VD för Friadent, marknads- och försäljningschef för Dental depå Björn Elfvin AB. Hon började dock sin karriär som tandhygienist och startade 1985 Sveriges första privata praktik. 
Susanne Hamilton gifte sig första gången 1988 med Fredrik Ljunggren (född 1961) och andra gången 2001 med förlagsdirektören Carl Hamilton (född 1956).